# 小行星9787
小行星9787（英語：9787）是一颗围绕太阳公转的小行星。1995年1月27日，上田清二、金田宏在钏路市发现了此天体。
这颗小行星的绝对星等为34.69100等。